# Agrilus noctambulus
Agrilus noctambulus es una especie de insecto del género Agrilus, familia Buprestidae, orden Coleoptera.
Fue descrita científicamente por Curletti & Brûlé, en 2011.